# Berti Vogts
Hans-Hubert "Berti" Vogts (phát âm tiếng Đức: [ˈbɛɐ̯tiː ˈfoːkts]; sinh 30 tháng 12 năm 1946 tại Büttgen) là hậu vệ huyền thoại người Đức. Ông từng chơi cho Borussia Mönchengladbach và là thành viên của đội hình huyền thoại vô địch World Cup với Tây Đức 1974. Sau này ông dẫn dắt Đức vô địch Euro 96.
Trong đội hình huyền thoại của Tây Đức với nòng cốt là libero Franz Beckenbauer,ông là hậu vệ phải có thân hình nhỏ con nổi tiếng với sự bền bỉ, thi đấu lăn xả và rất nhanh nhẹn. Vì vậy mà Vogt có nick name "Der Terrier" (chó sục).

## Sự nghiệp

### Borussia Mönchengladbach
Vogts tham gia đội trẻ của VfR Büttgen năm 1954 khi mới lên 7, cho đến khi chuyển đến Borussia Mönchengladbach năm 1965 và thanh danh tại đây.
Vogts là một thành viên trong thế hệ vàng của Borussia's trong những năm 1970s, với 5 chức vô địch Bundesliga, một lần Cúp Quốc gia Đức, hai lần vô địch UEFA Cup. Vogts cũng chơi trận chung kết 1977 European Cup Final, tiền thân của UEFA Champions League, trận đấu mà Gladbach bị đánh bại bởi Liverpool.
Vogts có 419 trận tại Bundesliga cho Mönchengladbach, ghi 32 bàn và đồng thời có 64 trận chơi cho câu lạc bộ ở cúp Châu Âu, ghi 8 bàn. Vogts dành toàn bộ sự nghiệp cho Mönchengladbach, cho đến khi ông giải nghệ vào năm 1979.

## Quốc tế
Vogts có 96 trận cho đội tuyển Tây Đức, đưa ông trở thành một trong những cầu thủ có số trận nhiều nhất cho đội tuyển Đức. Vogt có 20 trận được trao băng đội trưởng, và đồng thời ông cũng cùng đội tuyển Tây Đức vô địch 1974 World Cup diễn ra trên quê hương ông.
Với sự dẻo dai của mình, "Der Terrier" với tinh thần của một chiến binh Đức, Vogts luôn thi đấu năng nổ trong suốt cả trận đấu. Vogts đã vô hiệu hoá hoàn toàn thủ lĩnh của tuyển Hà Lan, Johan Cruyff, góp phần giúp Cỗ xe tăng đánh bại Cơn Lốc màu Da cam với tỉ số 2-1.

## Thống kê

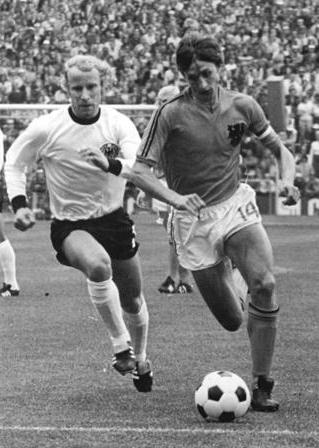
Berti Vogts (trái) và Johan Cruijff trong trận chung kết 1974 FIFA World Cup

| Thành tích cấp CLB  | Thành tích cấp CLB       | Thành tích cấp CLB  | Giải vô địch | Giải vô địch | Cúp quốc gia | Cúp quốc gia | Cúp liên đoàn      | Cúp liên đoàn      | Cúp châu lục | Cúp châu lục | Tổng cộng | Tổng cộng |
| Mùa giải            | CLB                      | Giải vô địch        | Trận         | Bàn          | Trận         | Bàn          | Trận               | Bàn                | Trận         | Bàn          | Trận      | Bàn       |
| Đức                 | Đức                      | Đức                 | Giải vô địch | Giải vô địch | DFB-Pokal    | DFB-Pokal    | Premiere Ligapokal | Premiere Ligapokal | Châu Âu      | Châu Âu      | Tổng cộng | Tổng cộng |
| ------------------- | ------------------------ | ------------------- | ------------ | ------------ | ------------ | ------------ | ------------------ | ------------------ | ------------ | ------------ | --------- | --------- |
| 1965–66             | Borussia Mönchengladbach | Bundesliga          | 34           | 0            | 2            | 0            | —                  | —                  | —            | —            | 36        | 0         |
| 1966–67             | Borussia Mönchengladbach | Bundesliga          | 34           | 1            | 1            | 0            | —                  | —                  | —            | —            | 35        | 1         |
| 1967–68             | Borussia Mönchengladbach | Bundesliga          | 34           | 6            | 3            | 0            | —                  | —                  | —            | —            | 37        | 6         |
| 1968–69             | Borussia Mönchengladbach | Bundesliga          | 34           | 8            | 2            | 0            | —                  | —                  | —            | —            | 36        | 8         |
| 1969–70             | Borussia Mönchengladbach | Bundesliga          | 34           | 5            | 3            | 1            | —                  | —                  | —            | —            | 37        | 6         |
| 1970–71             | Borussia Mönchengladbach | Bundesliga          | 34           | 1            | 4            | 0            | —                  | —                  | 4            | 2            | 42        | 3         |
| 1971–72             | Borussia Mönchengladbach | Bundesliga          | 19           | 1            | 2            | 0            | —                  | —                  | 4            | 0            | 25        | 1         |
| 1972–73             | Borussia Mönchengladbach | Bundesliga          | 34           | 3            | 9            | 0            | —                  | —                  | 12           | 2            | 55        | 5         |
| 1973–74             | Borussia Mönchengladbach | Bundesliga          | 27           | 3            | 3            | 0            | —                  | —                  | 7            | 1            | 37        | 4         |
| 1974–75             | Borussia Mönchengladbach | Bundesliga          | 34           | 0            | 2            | 0            | —                  | —                  | 12           | 2            | 48        | 2         |
| 1975–76             | Borussia Mönchengladbach | Bundesliga          | 34           | 1            | 4            | 1            | —                  | —                  | 6            | 0            | 44        | 2         |
| 1976–77             | Borussia Mönchengladbach | Bundesliga          | 27           | 1            | 1            | 0            | —                  | —                  | 9            | 1            | 37        | 2         |
| 1977–78             | Borussia Mönchengladbach | Bundesliga          | 34           | 2            | 5            | 0            | —                  | —                  | 8            | 0            | 47        | 2         |
| 1978–79             | Borussia Mönchengladbach | Bundesliga          | 6            | 0            | 1            | 0            | —                  | —                  | 3            | 0            | 10        | 0         |
| Tổng cộng           | Đức                      | Đức                 | 419          | 32           | 42           | 2            | —                  | —                  | 65           | 8            | 526       | 42        |
| Tổng cộng sự nghiệp | Tổng cộng sự nghiệp      | Tổng cộng sự nghiệp | 419          | 32           | 42           | 2            | —                  | —                  | 65           | 8            | 526       | 42        |